# 飛鳳インターチェンジ
飛鳳インターチェンジ（ピボンインターチェンジ）は大韓民国京畿道華城市にある西海岸高速道路のインターチェンジである。

## 歴史
- 1996年12月17日 - 開設

## 隣
西海岸高速道路
(29-1) 八灘JCT - (30) 飛鳳IC - 梅松SA